# Odontoma
L'odontoma, anche chiamato dentoma, è un tumore benigno amartomatoso del dente adulto.

## Classificazione
In base al grado di differenziazione degli elementi costitutivi, si possono identificare tre tipi di neoplasia:
- Odontoma semplice
- Odontoma complesso
- Odontoma composto

## Epidemiologia
Essendo un amartoma ferma la sua progressione verso i 18 anni, quindi è un tumore tipicamente giovanile.

## Trattamento
Questa neoplasia viene trattata con un intervento chirurgico di estrazione del dente e conseguente asportazione del tumore.